# هرادتشانی (ناحیه پرروف)
هرادتشانی (به چکی: Hradčany) یک منطقهٔ مسکونی در جمهوری چک است که در ناحیه پرروف واقع شده‌است. هرادتشانی ۵٫۳۳ کیلومتر مربع مساحت و ۲۵۷ نفر جمعیت دارد و ۲۴۵ متر بالاتر از سطح دریا واقع شده‌است.